# Jonny Cocker
Pour les articles homonymes, voir Cocker.
Jonathan Cocker, né le 24 août 1986 à Guisborough, est un pilote automobile britannique. Il a participé à trois reprises aux 24 Heures du Mans.

## Biographie

### Carrière sportive
Jonny Cocker parvient en sport automobile dès l'âge de 14 ans avec le T Cars. Il poursuit dans le championnat en 2002 et obtient neuf podiums. 
Il se dirige l’année suivante vers la Porsche Carrera Cup Grande-Bretagne, termine quatrième du championnat, effectue une pige en Porsche Supercup où il abandonne et continue dans le championnat en 2004. Cependant, ce n’est alors plus son engagement principal car on le retrouve également en British GT Championship (en). Au volant d'une Porsche 996 GT3-RSR du GruppeM Racing, il est sacré champion NGT avec 6 victoires en seize courses, devenant le plus jeune vainqueur du championnat. Toujours en 2004 et en NGT, il découvre l'endurance avec le championnat FIA GT et obtient un podium à Donington et participe aux 24 Heures de Spa. Il continue son apprentissage de l'endurance l'année postérieure avec les Le Mans Endurance Series mais persévère en Porsche Carrera Cup avec la Porsche Carrera Cup Asie. Ce choix se révèle victorieux puisqu'il est sacré champion après trois victoires.
En 2006, au volant d'une Aston Martin DBRS9 du Barwell Motorsport, Jonny s'engage en championnat d'Europe FIA GT3 tout en retrouvant le British GT Championship, où il termine troisième GT3 avec trois victoires. Ce bilan est le même l’année suivante si ce n’est qu'il compte une victoire en moins. Il participe également à deux courses du championnat FIA GT mais ne glane qu’un point. En 2008, il persiste en British GT mais il se concentre surtout sur l'American Le Mans Series où il s'engage dans les onze manches de la saison avec une Aston Martin Vantage GT2 du Drayson Racing.
Sa collaboration avec le Drayson Racing va amener Jonny Cocker à multiplier les engagements en Le Mans Series. Ainsi, en 2009, il pilote en Le Mans Series, en American Le Mans Series et en Asian Le Mans Series, mais ne monte à aucune reprise sur le podium. Cependant, cette coopération lui permet de prendre part pour la première fois aux 24 Heures du Mans, où il abandonne après 272 tours, et de découvrir le LMP1, la catégorie reine de l’endurance. L'année suivante voit ce programme être reconduit (excepté l'Asian Le Mans Series). Contrairement à l'année précédente, tous les engagements se font en LMP1. Il qualifie ce passage d'« expérience incroyable ». La LMP1 en question est une Lola B09/60 puis une Lola B10/60 à partir des 24 Heures du Mans, où il est non classé malgré 254 tours effectués. La réussite survient en American Le Mans Series car en plus de terminer troisième au général, Jonny l'emporte pour la première fois lors du Petit Le Mans 2010 après être remonté de la quatrième à la première place dans les quatre derniers tours de la course. Malgré cela, et à la suite du départ de l’équipe, il n'a aucun engagement pour l'année 2011.
On retrouve Jonny en 2012, toujours en Le Mans Series, avec tout d'abord une pige en American Le Mans Series. Il signe ensuite une saison victorieuse puisqu'il est sacré champion GTE Pro en European Le Mans Series au volant d'une Ferrari 458 Italia du JMW Motorsport et en ayant remporté les 6 Heures du Castellet et les 6 Heures de Donington, soit les deux seules courses où il a concouru. Surtout, il rejoint la première saison du championnat du monde d'endurance FIA pour deux courses, à savoir les 6 Heures de Silverstone 2012 avec à la clé une deuxième place en GT et les 24 Heures du Mans 2012. Pour sa dernière participation à la classique mancelle, il abandonne de nouveau et par conséquent, il n’a jamais été classé dans l'épreuve.
En 2013, il quitte une nouvelle fois la compétition mais reste actif en étant pilote de développement du Drayson Racing et bat le record de vitesse sur 1 km lancé. Il assure également la promotion de la Lola-Drayson B12/69 EV (électrique) au Festival de Goodwood.
Il retrouve la compétition l'année suivante au moyen de l'Ecurie Ecosse et le British GT Championship avec pour meilleur résultat un podium GT3. Il rejoint aussi l'European Le Mans Series mais ne termine que douzième au classement GTC. Il continue dans le championnat lors de la saison 2015 juste pour les 4 Heures du Castellet et termine sur le podium GTE. Il s'engage de plus en SEAT León Eurocup (en) et remporte une course, ainsi qu'en Blancpain Endurance Series, ce qui lui permet de retrouver les 24 Heures de Spa. Il s'engage en Britcar l'année suivante et termine troisième au général.
En 2017, Jonny Cocker retrouve encore une fois l'European Le Mans Series avec le JMW Motorsport et une Ferrari 458 Italia GT2, avec succès du fait qu'il remporte les 4 Heures de Monza en GTE et obtient deux autres podiums.

## Palmarès
- British GT Championship (en) : Champion NGT 2004 ;
- Porsche Carrera Cup Asie : Champion 2005 ;
- European Le Mans Series : Champion GTE Pro 2012.

## Résultats en compétition automobile

### Résultats aux 24 Heures du Mans
| Année | Équipe         | Équipiers                      | Voiture                     | Classe  | Tours | Pos. | Class Pos. |
| ----- | -------------- | ------------------------------ | --------------------------- | ------- | ----- | ---- | ---------- |
| 2009  | Drayson Racing | Paul Drayson Marino Franchitti | Aston Martin V8 Vantage GT2 | GT2     | 272   | Abd  | Abd        |
| 2010  | Drayson Racing | Paul Drayson Emanuele Pirro    | Lola B09/60-Judd            | LMP1    | 254   | Nc   | Nc         |
| 2012  | JMW Motorsport | James Walker Roger Wills       | Ferrari 458 Italia GT2      | GTE Pro | 204   | Abd  | Abd        |